# Lyra Belacqua
Lyra Belacqua (også kendt som Lyra Sølvtunge) er en fiktiv heltinde i Philip Pullmans trilogi, Det gyldne kompas. Lyra er en ung pige der lever i et parallelt univers til vores eget. Hun voksede op på det klosteriserede "Jordan Kollegiet" i Oxford, hvorefter hun bliver involveret i en kosmisk krig mellem engle og en guddom kaldet Autoriteten. 

## Baggrund
Lyra, som er 12 år ved bøgernes start, er resultatet af en affære mellem Marisa Coulter og Lord Asriel. Hun vokser op på "Jordan College", med de lærde, professorerne og de ansatte som en slags kollektiv familie. Hun havde hele sit liv fået at vide, at hendes far var greve og hendes mor grevinde og at de har døde i en luftskibsulykke og at Lord Asriel var hendes onkel. Hun får senere sandheden at vide af jypsiernes konge John Faa. Lyra bor i Oxford og render rundt og laver ballade med hendes bedste ven Roger Parslow, klatrer på tage og starter mudderkampe med de andre kollegebørn, bybørnene fra Oxford og jypsi-børnene. 
Lyra er skildret som en slem blond, lyseblå øjnet pige. Hun er tynd og for kort til hendes alder, som svinger mellem 12-13 år gennem alle bøgerne. Hun er et uregerligt barn og kommer tit til at afvise dem, der forsøger at drage omsorg af hende, som fx Jordans husholderske og skolens vejledere. Selvom hun kun modtager meget lidt undervisning, er hun slagfærdig og snu. 
Lyra får tilnavnet Sølvtunge da hun narrer Iofur Raknison, panserbjørnenes konge, ved at fortælle ham, at hun er Iorek Byrnisons daimon og at hun er villig til at skifte side til "den stærkeste bjørn". Iofur, der er besat af tanken om sin egen daimon, adlyder Lyras ordre om at kæmpe mod Iorek. Lyra mødes efterfølgende med Iorek og fortæller hvad hun fortalte Iofur, og tror at Iorek vil skælde hende ud og straffe hende for det. Til hendes overraskelse, bliver Iorek imponeret og taknemlig og giver Lyra navnet "Lyra Sølvtunge". Iorek kæmper efterfølgende mod Iofur, vinder kampen og overtager sin retsmæssige trone som panserbjørnenes konge. Lyra bruger efterfølgende navnet Sølvtunge som sit nye efternavn.

## Pantalaimon
Lyras daimon, Pantalaimon (udtales Pan-ta-lie-mon), er hendes kæreste følgesvend og indbegrebet af hendes sjæl. I lighed til alle andre børns daimoner, kan Pantalaimon antage den dyreskikkelse som passer ham, han optræder i historien som et brunt møl. Hans navn er efter en helgen i den ortodokse kirke "St. Panteleimon", og betyder på græsk "alle-hjælperen". Panteleimon antager mange skikkelse i gennem bøgerne, lige fra en leopard til en drage, men hans yndlingsskikkelser er som en snehvid hermelin, et møl, en vildkat og en mus. Lyra skal adskilles fra Panteleimon, for at hun kan rejse ind i de dødes verden i bogen Ravkikkerten, hvilket udgør ekstrem smerte på dem begge; Panteleimon undgår Lyra et stykke bagefter, da han føler, at hun har svigtet ham. Men fordi de overlevede denne adskillelse, er de nu i stand til at have store afstande til hinanden, en evne kun hekse eller shamaner besidder. Pantelaimon får efterfølgende sin faste skikkelse, da Lyras ven Will Parry rører ham.

## Lyras skæbne
I trilogiens første bog, fortæller Serafina Pekkala om en hekseprofeti, om en pige der er bestemt til at "bringe en ende på skæbnen", på bekostningen af stor forræderi. Hekseprofetien hævder, at denne pige skal kunne udvælge den "rigtige" sky-fyr kost ud blandt flere, hvilket Lyra faktisk gør. Det fremgår, at Lyra er bestemt til at blive den næste Eva og at hun skal falde for fristelsen fra slangen, repræsenteret af Mary Malone. Mens Lyra forsøger på alt dette, bliver hun forelsket i den anden hovedperson i bogen Ravkikkerten, Will Parry, og på grund af hendes forelskelse, bliver de katastrofale ødelæggelse "Støv" genoprettet og universerne begynder at fungere i harmoni igen. Men for at sikre stabiliteten og for at beskytte menneskene mod oprettelsen af "Støv", skal Will og Lyra lukke alle de interdimensionale vinduer og holde dem lukket for evigt – og siden deres daimoner ikke kan leve særlig længe i andre dimensioner end den de er født i, må Will og Lyra leve adskilt for evigt. Trods dette, beslutter de sig at sætte sig på den samme bænk, i hver deres dimensioner, i de Botaniske Haver i hvert deres Oxford, hvert år, en time ved middagstid på Midsommerdag, og håbe at kunne mærke hinandens tilstedeværelse. 
Lyra opfylder sin skæbne ved "sætte en stopper for døden", ved at fører de døde ud af de dødes verden. Lyras uundgåelige forræderi kan fortolkes 2 forskellige steder i bøgerne; det ene sted er, hvor Lyra fører hendes bedste ven Roger til Lord Asriel på Svalbard i slutningen af første bog, i kapitlet "Forræderi" eller da hun efterlader Pantalaimon på bredden af søen til De Dødes Land. 
I den seneste udgave af den sidste bog Ravkikkerten der er blevet udgivet i Storbritannien, viser post-script 'Lantern Slides-sektionen, Lyra sidde og undersøge alethiometret med Pantalaimon. Hun er glad for at kunne forstå det mønster, der er i læsningen af et alethiometer og Pullman fortæller os, at denne opdagelse af mønstret er den anden ting hun skal huske, at fortælle Will om, den næste dag i Botanisk Have, hvilket kan indikere at det var Midsommerdag næste dag og at hun og Will så ville sidde på den samme bænk i hver sin verden. Den første ting hun ville fortælle ham er sandsynligvis, at hun elskede ham, noget hun nok fortæller ha hvert år, hvor hun efterfølgende vil fortælle ham om alethiometret.

## Lyra i andre medier
I 2003, blev Lyra, i en radiosending, indspillet af barneskuespilleren Lulu Popplewell.
"Royal National Theatre" i London har skabt en 2-delt 6-timer lang opsætning af bøgerne. Forestillingen kørte 2 gange, i 2003 og 2004. Lyra blev i første omgang spillet af Anna Maxwell Martin og i anden omgang var det Elaine Symons. I juli-august, udførte "Scottish Youth Theatre" den skotske udgave af produktionen med Kirstie Steele og Sarah Odd til at spille Lyra i del 1 og 2. 
I filmen Det Gyldne Kompas, bliver Lyra spillet af den 12-årige engelske pige Dakota Blue Richards, der fik rollen blandt 10.000 andre håbefulde ansøgere. Den britiske sangerinde/sangskriver Kate Bush skrev og indspillede en sang "Lyra" med et kor fra "Magdalen College School" i Oxford.